# Тайванське диво

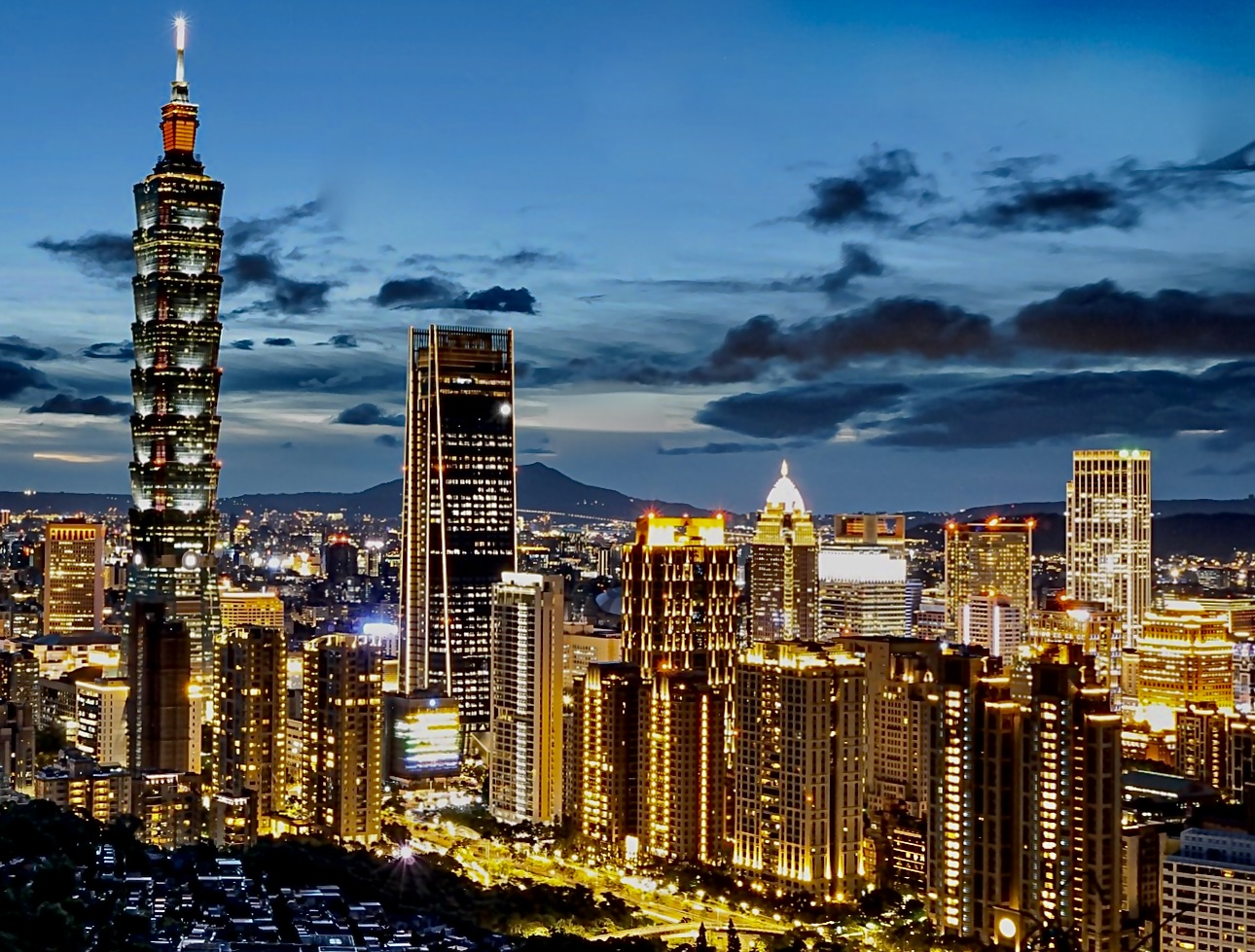
Тайбей, столиця Тайваню

Тайванське диво або економічне диво Тайваню (кит. трад.: 台灣奇蹟 або 臺灣奇蹟; піньїнь: Táiwān Qíjì) — термін, що стосується швидкої індустріалізації та економічного зростання на Тайвані упродовж другої половини XX століття. Він розвивався паралельно з Сінгапуром, Південною Кореєю і Гонконгом. Тайвань став відомий як один із «чотирьох азійських тигрів».

## Передумови

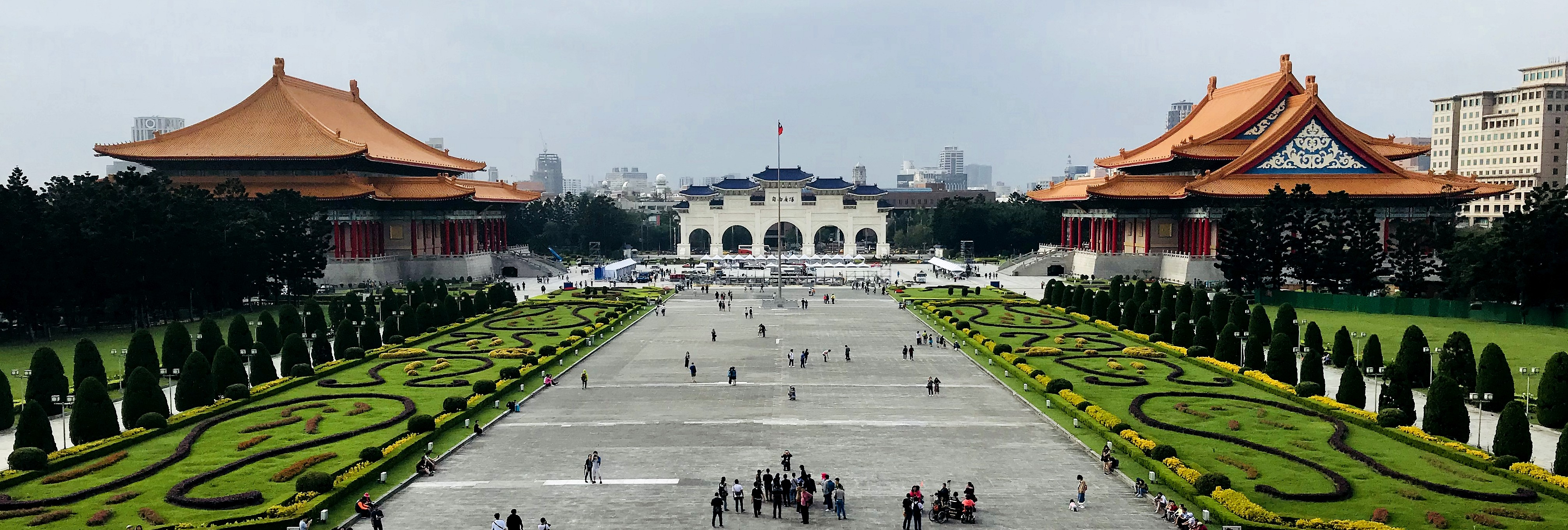
Площа свободи, Тайбей, Тайвань

Після періоду гіперінфляції наприкінці 1940-х років, коли військовий режим Гоміньдана (КМТ) Чень Юй надрукував новий тайванський юань проти попередньої Японської Тайєньської енни, стало зрозуміло, що потрібна нова і стабільна валюта. Коли уряд КМТ відійшов до Тайваню після втрати материкового Китаю під час громадянської війни, він перевіз частину резерву з дорогоцінних металів та іноземної валюти материкового Китаю на острів. Незважаючи на те, що внаслідок війни в Китаї зберігся лише дуже невеликий резерв, загалом близько 170 млн. доларів, ці резерви допомогли встановити золоту стандартну резервну валюту на Тайвані, що, в свою чергу, допомогло стабілізувати ціни та знизити гіперінфляцію. Що більш важливо, багато китайських інтелектуальних та ділових еліт що підтримували Гоміньдан переїхали на острів. Японці створили сільськогосподарську та індустріальну інфраструктуру, а також хімічні, матеріальні та харчові запаси на острові, що дозволило еліті прибічників КМТ спершу розпочати свої власні економічні зусилля. Окрім надання фінансової допомоги та м'якого кредиту, наданого США (а також непрямий економічний стимул американської продовольчої та військової допомоги) у 4 мільярди доларів США протягом періоду 1945-1965 років, Тайвань мав необхідний капітал для відновлення економіки. Крім того, уряд Гоміньдану запровадив безліч законів і  реформ, зокрема земельну реформу. Ці реформи не були затвердженими у континентальному Китаї.[джерело?]
Закон про земельну реформу, натхненний таким самим законом, що американці прийняли в окупованій Японії, скасував клас поміщиків (за аналогією як у Японії), і сприяв збільшенню кількості селян, які, з допомогою держави, збільшили виробництво сільськогосподарської продукції в рази. Контролював проведення цих реформ американський експерт виходець з України - Вольф Ладежинський. Це було перше джерело накопичення надлишку (доданої вартості). Це перевернуло створення капіталу, і звільнили сільськогосподарських працівників для роботи в міських секторах. Проте уряд нав'язував селянам нерівний обмін з промисловою економікою, з кредитними і контрольними добривами та негрошового обміну для торгівлі аграрними продуктами (машинами) за рис. При цьому контроль банків (на той момент, будучи власністю уряду), та імпортних ліцензій, держави, орієнтована тайванської економіки на імпорт заміщуючої індустріалізації, створення первісного капіталізму в повністю захищеному ринку.
Також, з допомогою АМД США, створили величезну промислову інфраструктуру, комунікації, і розвинену система освіти. Були створені декілька державних органів, а також були прийняті чотири-річні плани. Між 1952 і 1982 роками, темпи економічного зростання становили в середньому 8,7%, а в період між 1983 і 1986 - 6.9%. Валовий національний продукт виріс на 360% між 1965 і 1986 роках. Частка в світовому експорті становила в 1986 році 2%,поміж інших промислово розвинених країн, а виробництво промислової продукції зросло ще на 680% між 1965 і 1986 роках. Соціальний розрив між багатими і бідними скоротився (Джині: 0.558 в 1953 році, 0.303 в 1980 році), навіть нижче, ніж у деяких країнах Західної Європи, але трохи виріс в 80-х роках. Охорона здоров'я, освіта та якість життя також покращилась. Багато що з цього стало можливим завдяки економічній допомозі США (яку очолював Ладежинський Вольф),  субсидуючи більш високу вартість вітчизняного виробництва. Гнучкість виробничої системи та виробничої структури означало, що тайванської компанії, матимуть більше шансів пристосуватися до мінливої міжнародної ситуації і світової економіці.
У 1959 році була запроваджена 19-пунктова програма економічних і фінансових реформ, лібералізація контролю ринку, стимулювання експорту та розробили стратегію для залучення іноземних компаній та іноземного капіталу. Експортна обробна зона була створена в Гаосюн в 1964 році,американська General Instruments стала піонером в експорті електроніки зібраної в Тайвані. Японські компанії заходили через низьку заробітну плату, відсутності екологічного законодавства і контролю, освічену і вмілу робочу силу і підтримку уряду. Але ядром виробничої національної структури, і це складало велику кількість дрібних і середніх підприємств, були створенні у сім'ях з сімейних заощаджень та ощадні кооперативні мережі (會 піньінь: Huì). Вони мали підтримку уряду у вигляді субсидій і кредитів в заставі у банків.
Велика частина цієї Huì вперше з'явилися в сільських районах поблизу великих центрів, де сім'ї поширювали роботи (земельні ділянки, якими вони володіли і у промислових майстернях у той же час). Наприклад, у 1989 році у Чжанхуа, малі підприємства виробляють майже 50% світових парасольок. Держава залучала іноземні компанії для того, щоб отримати більше капіталу і отримати доступ до зарубіжних ринків, але і великі іноземні компанії отримали контракти з цією величезною мережею дрібних, знайомих і національних компаній, які були дуже значною часткою промислової продукції.
Іноземних інвестицій ніколи не були важливим компонентом у тайванської економіці, за винятком електронного ринку. Наприклад, у 1981 році, прямі іноземні інвестиції становили лише 2% від ВНП, іноземних компаній, зайнятих 4,8% від загальної чисельності трудових ресурсів, їх виробництва склав 13,9% від загального обсягу виробництва і експорту становило 25,6% загальнонаціонального експорту. Доступ до глобальних ринків за сприяння японських компаній і американськими імпортерами, які мали прямий зв'язок з тайванськими брендами. Не було великих багатонаціональних корпорацій (як в Сінгапурі), або величезні національних конгломератів (наприклад, південно-корейська чеболів), але будь-промислових груп, за підтримки уряду, росла і стала в 90-х великими компаніями які повністю транснаціоналізувалися.
Більшість розробок було завдяки гнучкості сімейних підприємств, які виробляли для іноземних трейдерів, вироблене в Тайвані для міжнародної торгової мережі за допомогою посередників. Але держава була центральним організмом, який координував процес індустріалізації, була створена інфраструктура, вона залучила іноземних інвестицій, вона вирішувала, стратегічні пріоритети та, при необхідності, могла нав'язати свої умови.

## Епоха глобалізації
У 1970-ті роки, протекціонізм був на підйомі, і Організації Об'єднаних Націй перейшли від визнання Китайської Республіки до Китайської Народної Республіки в якості єдиного законного представника Китаю. Тайвань був виключений Резолюцією Генеральної Асамблеї ООН 2758 і замінений у всіх органах ООН на КНР. В КМТ розпочався процес удосконалення та модернізації промисловості, в основному в області високих технологій (таких як мікроелектроніка, персональні комп'ютери та периферійні пристрої). Один з найбільших і найбільш успішних технопарків був побудований в Сіньчжу, неподалік від Тайбея.
Багато тайванських брендів стали важливими постачальниками всесвітньо відомих фірм, таких як DEC або IBM, в той час як виробники відкривали філії компаній в Силіконовій долині і в інших місцях усередині США і ставали відомими. Уряд також рекомендував текстильній та швейних галузях підвищувати якість та вартість своєї продукції, щоб уникнути обмежувальних квот на імпорт, зазвичай вимірюваних в обсязі.  Десятиріччя також побачили початок справді незалежного руху союзу після десятиліть репресій. Деякі значні події відбулися в 1977 році, що дало новим профспілкам поштовх. 
У 1980-х роках Тайвань перетворився на економічно потужну державу, зі зрілою та розвиненою економікою, з твердою присутністю на міжнародних ринках і величезними валютними резервами. Його компанії мали можливість виходити за кордон, шляхом інтернаціоналізації виробництва, вони масово інвестували в Азію (переважно в Китаї) і в іншій країни Організації економічного співробітництва і розвитку, в основному в США.
Вищі зарплати і краще організовані профспілки в Тайвані, разом зі скороченням тайваньських експортних квот означало, що більше тайванських компаній перенесли своє виробництво в Китай і Південно-Східну Азію. У громадянському суспільстві, в розвиненій країні, хотіли демократії, а відмова від Гоміньдану від диктатури була більше з кожним днем. Важливий крок стався, коли Лі Ден-Хуей, родом з Тайваню, став президентом, і Гоміньдан почав новий шлях пошук демократичної легітимності.
У 1952 р. На Тайвані  обсяг валового національного продукту на душу населення (ВНП) був  170 доларів, що розміщував економіку острова між Заїром та Конго. Але до 2010 року тайванський ВНП на душу населення, скоригований на паритет купівельної спроможності (ПКС), виріс до 35 227 доларів, подібно до рівня розвинених країн Західної Європи та Японії.
На думку економіста Пола Кругмана, стрімке зростання стало можливим завдяки збільшенню капіталу і робочої сили, а не збільшення ефективності. Іншими словами, норма заощаджень збільшилася і години роботи були подовжені, і багато незадіяних людей, таких як жінки, почали працювати.[джерело?]
Дуайт Перкінс і інші посилаються на певні методологічні недоліки Кругмана і Олвин, і припустити, що більшість зростання в Тайвані  може бути обумовлений збільшенням продуктивності. Цей приріст продуктивності був досягнутий за рахунок проведення земельної реформи, структурних змін (урбанізації і індустріалізації), а також економічна політика стимулювання експорту, а не імпортозаміщення.[джерело?]

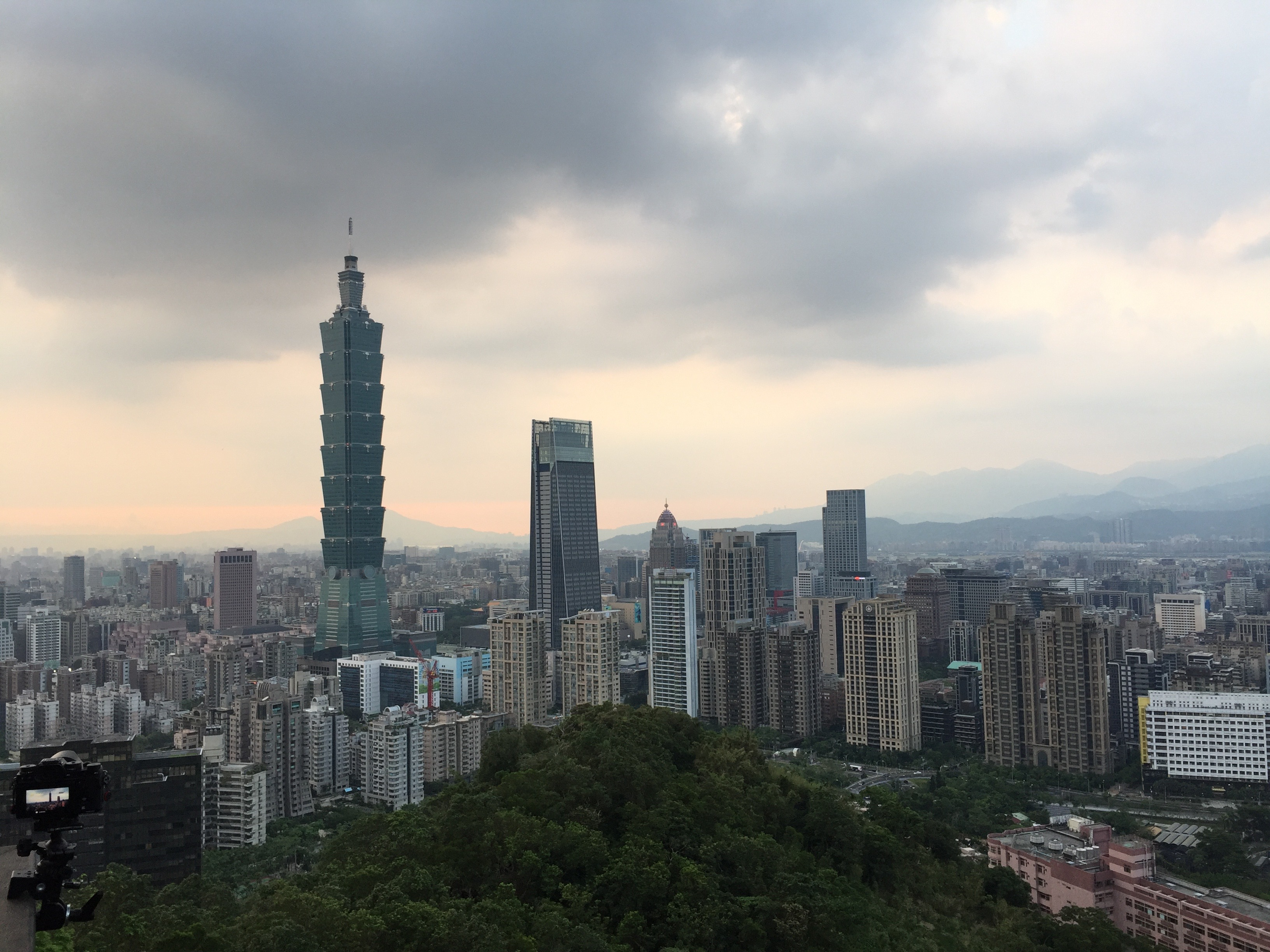
Лінія горизонту Тайбею у 2017 році